# Leisure Suit Larry
Leisure Suit Larry — це серія дорослих сексуально-комедійних відеоігор, створених Елом Лоу. Натхненням для серії Leisure Suit Larry стала Softporn Adventure, ігри серії зосереджені на Ларрі Лаффері — чоловікові середнього віку, відомому своїм облисінням, схильністю до двозначних висловів і культовими костюмами. Сюжети зазвичай зосереджуються на його невдалих спробах звабити молодих жінок, зображуючи його як невдалого пікапера. Спільною рисою між іграми є дослідження Ларрі розкішних і космополітичних готелів, кораблів, пляжів, курортів та казино.
Серія стала відомою завдяки своєму поєднанню гумору, пародії та сексуальної фантазії, що відрізнялося від інших сімейних ігор Sierra. Під керівництвом Лоу франшиза запустила свої перші шість ігор між 1987 і 1996 роками, ставши культовою класикою. Після перерви серія була відновлена з новими частинами, розробленими різними командами без участі Лоу. Станом на 2011 рік, серія продала 10 мільйонів копій. Співзасновник Sierra Кен Вільямс описує Leisure Suit Larry як найвідомішу франшизу компанії.

## Ігри

### Оригінальна серія
Ел Лоу, дизайнер і програміст таких ігор як Donald Duck's Playground та King's Quest III, прагнув створити гру, яка поєднувала б гумор та інтерактивну розповідь. Натхненний гумором у кіно та на телебаченні, Лоу хотів довести, що ігри також можуть бути смішними. Лоу використав технологічні досягнення, закладені Adventure Game Interpreter, двигуном, що лежить в основі успішних серій Sierra, King's Quest та Space Quest, щоб увійти в нову комерційну нішу.
Серія почалася з Softporn Adventure, текстової пригоди 1981 року від Чака Бентона, випущеної Sierra. Сюжет цієї гри став основою для першої частини першої «Ларрі» частини. Ел Лоу, рефлексуючи над застарілим виглядом гри, порівняв її з костюмом у стилі '70-х, коментар, який не лише вплинув на напрямок франшизи, але й надихнув на створення головного персонажа, Ларрі Лаффер. Персонаж Лаффера частково був заснований на особистостях, яких Лоу зустрічав, виступаючи як музикант у барах 1970-х років, де він спостерігав за їхніми часто невдалими спробами підкатити до жінок.
Лоу зберіг структуру оригіналу, але переписав сюжет, додавши комічний голос, який висміює Ларрі, значно змінюючи тон Softporn. Цей підхід зберіг лише одну оригінальну лінію, підкреслюючи значну переосмисленість наративного голосу гри. Хоча Чак Бентон, творець Softporn, зазначений у Larry, він не брав участі у її розробці.
Серія Leisure Suit Larry відрізнялася від інших дорослих ігор акцентом на гумор, а не на відвертий контент. Рекламована Sierra як легка доросла пригода, Ларрі націлювався на сміхи, а не на чисту спокусу, виділяючись на тлі таких назв, як Strip Poker, Sex Vixens from Space, Leather Goddesses of Phobos, MacPlaymate та Cobra Mission. У більшості випадків, найгрубші моменти зазвичай приховувалися як пасхальні яйця.
Leisure Suit Larry здобула популярність не тільки завдяки дорослому контенту, але й як символ проблеми програмного піратства. Масштаб піратства був таким, що, за словами Sierra, продажі книг з підказками для гри в певний момент перевищували продажі самої гри. Більше того, піратські версії Leisure Suit Larry несли неочікувану загрозу: комп'ютерні віруси. Банки у Швейцарії, Німеччині та Англії зазнали значних втрат даних після того, як працівники, намагаючись зіграти у піратські версії на робочих комп'ютерах, внесли ці віруси у свої системи.
Визнана однією з найкращих ігор 1988 року Асоціацією видавців програмного забезпечення, продажі Leisure Suit Larry in the Land of the Lounge Lizards перевищили 250 000 копій у перший рік. Перші три частини продавалися краще за своїх попередників у перші 90 днів після випуску. Однак, до моменту виходу Leisure Suit Larry 5: Passionate Patti Does a Little Undercover Work, продажі почали стабілізуватися. Leisure Suit Larry: Love for Sail!, незважаючи на схвальні відгуки та бум ринку домашніх ПК, продала близько 280 000 копій — показник, який не виправдав очікувань для флагманської гри середини 90-х і не зміг окупити витрати на розробку та виробництво.
Після придбання компанії CUC International у 1996 році, стосунки Лоу з Sierra зазнали значних змін. Дорослий контент серії став джерелом суперечок у конгломераті, особливо у консервативній бізнес-культурі її відділу освітнього програмного забезпечення, Davidson & Associates. Крім того, Кен Вільямс, який був палким прихильником дизайнерів з сильною візією своїх ігор, покинув компанію того ж року. Це залишило Лоу без ключового прихильника.
У 1998 році, коли Leisure Suit Larry 8: Lust in Space була в розробці, Sierra вирішила зупинити виробництво. Подальші ігри серії Larry виходили без участі Лоу. Лоу, який працював на контракті, а не на постійній посаді у Sierra, більше не розробляв ігор серії Leisure Suit Larry.

### Спін-офи та сиквели
Leisure Suit Larry: Magna Cum Laude, спін-оф від оригінальної серії, представив Ларрі Ловейджа, племінника Ларрі Лаффера, як нового головного героя, а також зміни у геймплеї. Це була перша гра серії з повною 3D графікою та виходом на консолях. Розроблена High Voltage Software та випущена Sierra у 2004 році, гра отримала змішані відгуки. 
У 2008 році Sierra Entertainment оголосила про плани випустити Leisure Suit Larry: Box Office Bust. Гра була розроблена Team17, а права на видавництво були передані Codemasters, які випустили гру у 2009 році. Box Office Bust була розкритикована критиками, включаючи самого Ела Лоу, який подякував видавцю за те, що його не залучили до розробки гри.
Assemble Entertainment випустили дві гри серії Leisure Suit Larry, оновивши серію сучасними умовами, зберігши її гумор. Leisure Suit Larry: Wet Dreams Don't Dry (2018) переносить Ларрі в сучасний світ знайомств, а його продовження, Leisure Suit Larry: Wet Dreams Dry Twice (2020), продовжує його пошуки кохання.

### Ремейки та ремастери

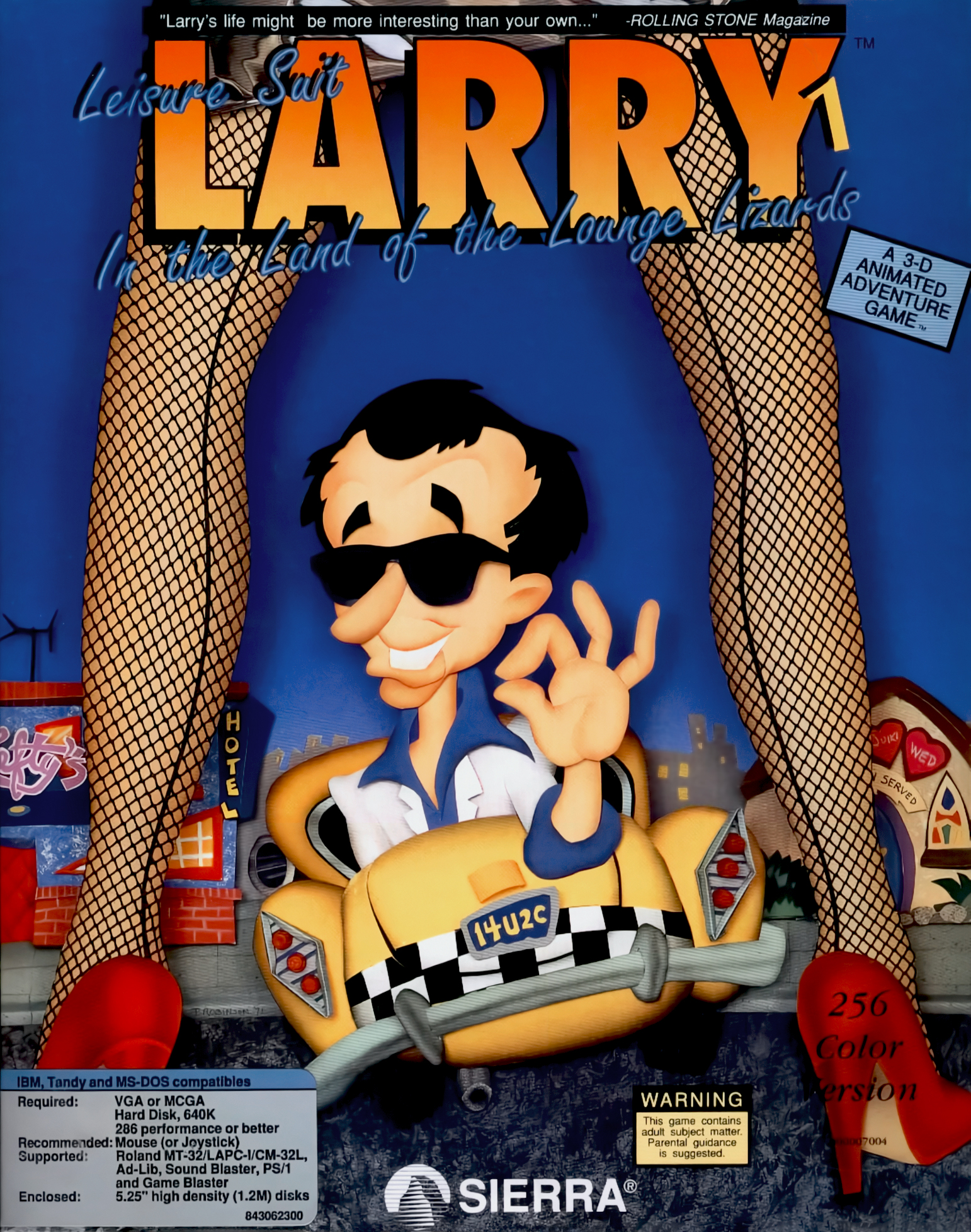
Leisure Suit Larry in the Land of the Lounge Lizards ремейк 1991 року.

У 1991 році Sierra використала технологічні досягнення для підтримки 256-кольорової графіки для ремейка Leisure Suit Larry. Білл Девіс, художник і графічний дизайнер, що виграв Еммі, був творчим директором ремейка Leisure Suit Larry I. Його вибір кубістського стилю кинув виклик звичайній естетиці відеоігор, одночасно відображаючи гумор серії та мультяшну природу всесвіту Ларрі. Творчий процес включав перетворення намальованих вручну фонових зображень у цифрові формати, забезпечуючи відповідність встановленій естетиці гри та впізнаваному дизайну персонажа Ларрі, який раніше визначався обкладинкою серії.
У 2013 році Leisure Suit Larry: Reloaded, проект, що фінансувався через Kickstarter, і другий ремейк оригінальної гри, був випущений у співпраці з творцем серії Елом Лоу. Хоча гра отримала змішані відгуки, критики відзначили її ностальгічний шарм, але також вказали на те, що її функції та дизайн здавалися застарілими. Лоу обговорював можливість ремейка Leisure Suit Larry 2 або створення нового сиквела Leisure Suit Larry 8. Однак обидва проекти зрештою були скасовані.

### Озвучення персонажів
CD-ROM версія Leisure Suit Larry 6: Shape Up or Slip Out!, яка подвоїла роздільну здатність оригінальної версії на дискетах, стала першою грою про Ларрі з озвученням персонажів. Персонажа Ларрі Лаффер озвучував Jan Rabson. Ларрі Ловейдж, головний герой Magna Cum Laude і Box Office Bust, був озвучений Tim Dadabo.

## Ігри
| Рік                  | Назва                                                                          | Розробник             | Мова                                                                                    | Платформи                                                         |
| Основна серія        | Основна серія                                                                  | Основна серія         | Основна серія                                                                           | Основна серія                                                     |
| -------------------- | ------------------------------------------------------------------------------ | --------------------- | --------------------------------------------------------------------------------------- | ----------------------------------------------------------------- |
| 1987                 | Leisure Suit Larry in the Land of the Lounge Lizards                           | Sierra On-Line        | Англійська                                                                              | MS-DOS, Amiga, Apple II, IIGS, Mac OS, Atari ST, Color Computer 3 |
| 1988                 | Leisure Suit Larry: Goes Looking for Love (in Several Wrong Places)            | Sierra On-Line        | Англійська                                                                              | MS-DOS, Amiga, Atari ST                                           |
| 1989                 | Leisure Suit Larry III: Passionate Patti in Pursuit of the Pulsating Pectorals | Sierra On-Line        | Англійська                                                                              | MS-DOS, Amiga, Atari ST                                           |
| 1991                 | Leisure Suit Larry 5: Passionate Patti Does a Little Undercover Work           | Sierra On-Line        | Англійська                                                                              | MS-DOS, Amiga, Windows, Mac OS                                    |
| 1993                 | Leisure Suit Larry 6: Shape Up or Slip Out!                                    | Sierra On-Line        | Англійська, Німецька, Польська                                                          | MS-DOS, Windows, Mac OS                                           |
| 1996                 | Leisure Suit Larry: Love for Sail!                                             | Sierra On-Line        | Англійська, Іспанська, Французька, Німецька, Італійська, Російська, Польська            | MS-DOS, Windows, Mac OS                                           |
| 2004                 | Leisure Suit Larry: Magna Cum Laude                                            | High Voltage Software | Англійська, Іспанська, Французька, Німецька, Італійська, Російська, Нідерландська       | Windows, PlayStation 2, Xbox                                      |
| 2009                 | Leisure Suit Larry: Box Office Bust                                            | Team17                | Англійська, Іспанська, Французька, Німецька, Італійська                                 | Windows, PlayStation 3, Xbox 360                                  |
| 2018                 | Leisure Suit Larry: Wet Dreams Don't Dry                                       | CrazyBunch            | Англійська, Іспанська, Французька, Німецька, Італійська, Російська, Польська            | Windows, macOS, PlayStation 4, Xbox One, Nintendo Switch          |
| 2020                 | Leisure Suit Larry: Wet Dreams Dry Twice                                       | CrazyBunch            | Англійська, Іспанська, Французька, Німецька, Італійська, Російська, Польська, Китайська | Windows, MacOS, PlayStation 4, Xbox One, Nintendo Switch, Android |
| Ремейки та ремастери |                                                                                |                       |                                                                                         |                                                                   |
| 1991                 | Leisure Suit Larry in the Land of the Lounge Lizards (ремейк 1987 року)        | Sierra On-Line        | Англійська                                                                              | MS-DOS, Amiga, Windows, Mac OS                                    |
| 1994                 | Leisure Suit Larry 6: Shape Up or Slip Out! (перероблена графіка)              | Sierra On-Line        | Англійська, Німецька, Польська                                                          | MS-DOS, Windows, Mac OS                                           |
| 2013                 | Leisure Suit Larry: Reloaded (2-й ремейк 1987 року)                            | N-Fusion Interactive  | Англійська, Іспанська, Французь ка, Німецька, Італійська, Російська, Польська           | Windows, macOS, iOS, Linux, Android                               |

## Невидані ігри

### Leisure Suit Larry 4: The Missing Floppies
Leisure Suit Larry 4: The Missing Floppies — назва для невиданого четвертого випуску, який часто вважається внутрішнім жартом. Назва, використовувана офіційними джерелами та фанатами, відсилає до чуток, що причина скасування гри полягала у втраті оригінальних дискет з виробництва гри, після чого розробники відмовилися відтворювати гру з нуля. Інші джерела стверджують, що це був нічого більше, як внутрішній офісний жарт. Випуски франшизи були пронумеровані так, ніби цей випуск був опублікований; фактичний четвертий випуск був Leisure Suit Larry 5: Passionate Patti Does a Little Undercover Work.
Ел Лоу дав дві офіційні причини для скасування Leisure Suit Larry 4. Перша полягала в тому, що Sierra почала працювати над багатокористувацьким випуском для The Sierra Network, але проект зазнав невдачі в основному через технічні причини. Друга полягала в тому, що закінчення Larry 3 було остаточним і частково мета-розповідним, оскільки воно показувало Ларрі та Патті, які приходять до студії Sierra, щоб створювати ігри на основі своїх пригод, а також щасливо живуть у гірській хатині в Coarsegold. Це завершило відносно цілісну трилогію та було безвихіддю для нової сюжетної лінії. У 2012 році Лоу обговорював, що сталося з четвертим випуском у відео, зробленому для проекту Kickstarter, де він сказав, що ідея пропустити Larry 4 виникла як легковажний коментар в офісі та стала "справжнім маркетинговим ходом" під час продажу Larry 5, тому що покупці негайно питали, що сталося з четвертим. Це стало "одним із великих жартів у програмному забезпеченні".
Згідно з виробничими записками, наданими Лоу, такі події повинні були відбутися між Larry 3 та Larry 5, щоб з'єднати дві ігри: Ларрі та Патті планують одружитися; Патті залишає його у церкві Йосеміті, щоб продовжити свою кар'єру, але Ларрі зникає, коли вона повертається; Лиходій Larry 5, Джуліус Біггс, якось краде диски з грою, а Ларрі страждає від амнезії. Відсутність дискет було введено як сюжетний елемент у продовженні, щоб пояснити, як Ларрі, як комп'ютерний персонаж, зазнав амнезії. Larry 4 з'являється у кількох інших іграх серії, включаючи його гру в Leisure Suit Larry: Magna Cum Laude. Leisure Suit Larry: Love For Sale Mobile відбувається під час років розробки Larry 4, і підсюжет для кращого закінчення вимагає знайти втрачені диски. Папка під назвою LSL4 могла бути знайдена на CD Leisure Suit Larry Collection, де Ел Лоу залишив записку у файлі readme, посилаючись на гру та завершуючи «хто сказав, що сиквели повинні бути зроблені послідовно?».
MAD Magazine запропонував, якою могла б бути Leisure Suit Larry 4 у випуску 1990 року, який пародіював відеоігри. Їхня ідея полягала в «наслідках Ларрі, який гуляє, з часом доведеться платити за це». Вони запропонували ідею Ларрі у грі-лабіринті, схожій на Berzerk, де він має уникати позашлюбних вагітностей, які він спричинив, а також приватних детективів, соціальних працівників та розлючених батьків зі зброєю, роблячи надзвичайно важким для Ларрі продовження його знаменитого безтурботного ставлення до випадкового сексу. 1 квітня 2009 року сайт abandonware Abandonia випустив нібито «витікшу копію»" для завантаження. Це виявилося складним першоквітневим жартом: скріншоти були фальшивими, огляд вигаданий, а архів "гри" насправді містив 55 ідентичних копій відсканованої обкладинки Leisure Suit Larry: Box Office Bust.
Гра є частиною сюжету Space Quest 4: Roger Wilco and the Time Rippers, іншого випуску Sierra. У грі LSL4 позначена як причина суперкомп'ютерного вірусу, який пошкодив рідну планету Роджера Ксенон.
Четверта частина також вважається ремейком першої гри, оскільки вона включена в компіляції разом зі звичайними іграми та була випущена між третьою та п'ятою частинами.

### Leisure Suit Larry 8
Leisure Suit Larry 8, який тимчасово називався Lust in Space (а також Explores Uranus у деяких джерелах), був у повній розробці у 1998 році, поки фінансування не було припинено. Незабаром після цього відділ пригодницьких ігор Sierra був розформований, і Ел Лоу покинув Sierra 22 лютого 1999 року. Як і скасоване продовження Space Quest, Larry 8 мав використовувати 3D комп'ютерну графіку, але збереглися лише кілька тестових рендерів. Гра Leisure Suit Larry: Explores Uranus, а також її тизер, згадуються у Leisure Suit Larry: Love for Sail! за допомогою великоднього яйця, а також тизера після завершення гри. У 2013 році Ел Лоу зазначив, що цей заголовок все ще розглядається, за підтримки співавтора серії Джоша Мандела. Лоу заявив, що навіть незважаючи на те, що він хотів би спочатку завершити серію Reloaded, Leisure Suit Larry 8 "абсолютно" все ще в роботі.

### Leisure Suit Larry: Pocket Party
Leisure Suit Larry: Pocket Party була скасованою грою, яка мала вийти в другій половині 2005 року для N-Gage. Видавцями були Vivendi та Nokia, а розробником - TKO-Software. У грі гравці досліджували б 3D коледжне містечко, розв'язуючи головоломки та беручи участь у ризикованих заходах. Шукаючи максимальне задоволення, гравці стикалися з Розі Палмер, головною черлідеркою коледжу Ларрі. Намагаючись завоювати серце Розі, Ларрі був повністю принижений її спортсменом-бойфрендом Чаком Роквеллом, але приниження ніколи не зупиняло Ларрі, і він був рішуче налаштований зробити все, щоб бути з Розі. Крім одиночної гри, гравці могли також бездротово змагатися з противником у чотирьох різних покрокових міні-іграх. Концепт-арт та дизайн-документ гри знаходяться у руках Джоді Хікса, одного з розробників гри. Альфа-прототип було помічено на форумі ObscureGamers у лютому 2021 року.

### Leisure Suit Larry: Cocoa Butter
Наприкінці 2005 року універмаги Target (через інтернет-продавця Amazon.com) почали приймати попередні замовлення на продовження Leisure Suit Larry: Magna Cum Laude під назвою Leisure Suit Larry: Cocoa Butter. Ця нова гра розроблялася для систем ПК, PS2, Xbox та PSP, але була скасована.

## Колекції
Було зібрано кілька колекцій Larry:
| Рік  | Колекція                                                        | Вміст |
| ---- | --------------------------------------------------------------- | --- |
| 1991 | Larry 3-Pack                                                    | Включає перші три гри. |
| 1994 | Leisure Suit Larry's Greatest Hits & Misses                     | Включає всі ігри Larry до Larry 6, обидві версії оригінальної гри, версію Larry 6 VGA на дискеті, Laffer Utilities, оригінальну гру Softporn та обмежене видання книги Leisure Suit Larry під назвою "My Scrapbook".                                                                                        |
| 1997 | Leisure Suit Larry: Collection Series                           | Двухдискова колекція з усім вмістом попередньої колекції, плюс версії Larry 6 VGA та SVGA на CD-ROM, прев'ю Larry 7, Larry's Big Score: Pinball та The Official Book of LSL (Perfectbound Edition). |
| 1999 | Leisure Suit Larry: The Ultimate Pleasure Pack                  | Чотиридискова колекція, що додає Larry's Casino 1998 року та повну версію Love for Sail! до вмісту попередньої колекції. |
| 2006 | Leisure Suit Larry Collection                                   | Містить перші шість ігор на дискеті (з ремейком Larry 1 VGA замість оригіналу EGA та виключенням CD-видання Larry 6). Виключено Love for Sail! через приховане великоднє яйце. Вийшло без друкованої документації, включаючи PDFs оригінальних інструкцій та завантажується через DOSBox.                   |
| 2013 | Leisure Suit Larry: Greatest Hits and Misses!                   | Завантажуване видання на GOG.com включає Larry 1–6 (обидва EGA та VGA ремейк Larry 1, а також версії Larry 6 VGA та SVGA на CD) та Softporn Adventure. Larry 7 продається окремо. Softporn Adventure було видалено з пакету 28 лютого 2018 року, але залишається доступним для попередніх покупців.         |
| 2021 | Leisure Suit Larry Collection Bundle Game Bundle (Limited-time) | Пропонована на humblebundle.com, включає до дев'яти ігор з двома рівнями: назви 1-3 за мінімум $1 та всі дев'ять за мінімум $10. Назви включають Leisure Suit Larry 1-3, Magna Cum Laude Uncut and Uncensored, Leisure Suit Larry 5-7 та Leisure Suit Larry - Wet Dreams Don't Dry та Wet Dreams Dry Twice. |

## Інші ігри
| Рік  | Назва                                                    | Опис |
| ---- | -------------------------------------------------------- | --- |
| 1989 | Hoyle Book of Games, Volume I                            | Ларрі Лаффер з'являється як персонаж, який взаємодіє та спілкується з іншими гравцями.                                                            |
| 1992 | LarryLand                                                | Дорослий досвід у межах The Sierra Network з казино-іграми та віртуальним баром, з веселими взаємодіями, контрольованими на відповідну поведінку. |
| 1992 | Crazy Nick's Software Picks: Leisure Suit Larry's Casino | Частина серії Crazy Nick's Software Picks, включає казино-ігри з серії Leisure Suit Larry.                                                        |
| 1992 | The Laffer Utilities                                     | Пародія на пакет Norton Utilities. |
|      | Leisure Suit Larry's Datebook (невиданий)                | Згадується як продуктивний інструмент з індивідуальними екранами Ларрі для організації життя. Ніколи не був випущений.                            |
| 1996 | Larry Pops Up!                                           | Непродуктивна утиліта та заставка як промо для Larry 7.                                                                                           |
| 1998 | Leisure Suit Larry's Casino                              | Ларрі Лаффер керує казино з різними іграми та онлайн-компонентом, який зараз не працює.                                                           |
| 2004 | Leisure Suit Larry: Kühle Drinks und heiße Girls         | Набір міні-ігор, випущений у Європі. |
| 2005 | Leisure Suit Larry's Sexy Pinball                        | Пінбол для мобільних телефонів. |
| 2006 | Leisure Suit Larry Bikini Beach Volley                   | Гра в пляжний волейбол для мобільних телефонів.                                                                                                   |
| 2007 | Leisure Suit Larry Love for Sail                         | Пригодницька гра для мобільних телефонів з оригінальним сюжетом.                                                                                  |
| 2008 | Leisure Suit Larry Magna Cum Laude                       | Мобільна гра з міні-іграми для гри за допомогою цифрової клавіатури.                                                                              |
| 2017 | LarryCasino                                              | Онлайн-казино, де гравці повинні знаходити зниклі предмети в новій пригоді Ларрі Лаффера.                                                         |

## Інша продукція
- The Official Book of Leisure Suit Larry (1990) (написана Елом Лоу та Ральфом Робертсом, містить довідкову інформацію та підказки). Книга була переглянута та відредагована, що призвело до другого (1991), третього (1993) та четвертого (1997) видань, а також Special Edition (випущеного з Larry Collection).
- The Authorized Uncensored Leisure Suit Larry Bedside Companion (1990) (написана Пітером Спіром), містить історії перших трьох ігор Leisure Suit Larry, а також детальні проходження, списки очок та карти. Книга, як і інші книги Sierra, написані Пітером Спіром, такі як The King's Quest Companion, була переглянута та відредагована, що призвело до другого видання (1991), що охоплює Larry 5.

## Реакція та спадщина
Серія Leisure Suit Larry стала однією з найпопулярніших Sierra під час піку жанру пригодницьких ігор. У 1996 році її було визнано 85-ю найкращою грою всіх часів за версією Next Generation, хвалили за поєднання табірного гумору та поганих каламбурів. Загальний обсяг продажів перших п'яти ігор Leisure Suit Larry перевищив 2 мільйони копій до 1996 року, станом на випуск Love for Sail. До 1996 року, після виходу Love for Sail!, перші п'ять ігор сукупно продали понад 2 мільйони копій. Станом на 2011 рік серія досягла рубежу в 10 мільйонів проданих копій.
Дехто описав Leisure Suit Larry як "глибоко самотнє" уявлення американської маскулінності.
Серію Leisure Suit Larry відзначають за її внесок у феміністський дискурс у відеоіграх. Незважаючи на початкове сприйняття як серії, зосередженої на гумористичному та дорослому контенті, вона представляла тонкі обговорення згоди, агенції та поважного ставлення до жінок. Персонаж Ларрі Лаффера, часто зображений як той, хто поважає межі жінок, дозволив іграм кинути виклик і тонко критикувати переважні гендерні норми та стосунки у медіа.

## Подальше читання
- Mills, Shawn (2018). The Sierra Adventure: The Story of Sierra On-Line. Lulu Press, Incorporated. ISBN 978-1716867064.

## Зовнішні посилання
- LarryLaffer.net
- Сторінка Leisure Suit Larry Ела Лоу
- Leisure Suit Larry series, каталог посилань Open Directory Project